# Салас, Кике
Энрике Хесус Салас Вальенте (исп. Enrique Jesús «Kike» Salas Valiente; род. 23 апреля 2002, Морон-де-ла-Фронтера, Андалусия) — испанский футболист, защитник клуба «Севилья».

## Клубная карьера
Салас — воспитанник клуба «Севилья». В 2021 году игрок дебютировал за дублирующий состав. 10 сентября 2022 года в матче против «Эспаньола» он дебютировал в Ла Лиге. 30 декабря в поединке против «Сельты» Кике забил свой первый гол за «Севилью». В начале 2023 года Салас на правах аренды перешёл в «Тенерифе». 25 февраля в матче против хихонского «Спортинга» он дебютировала в Сегунде. По окончании аренды игрок вернулся в «Севилью».